# Pancerz reaktywny

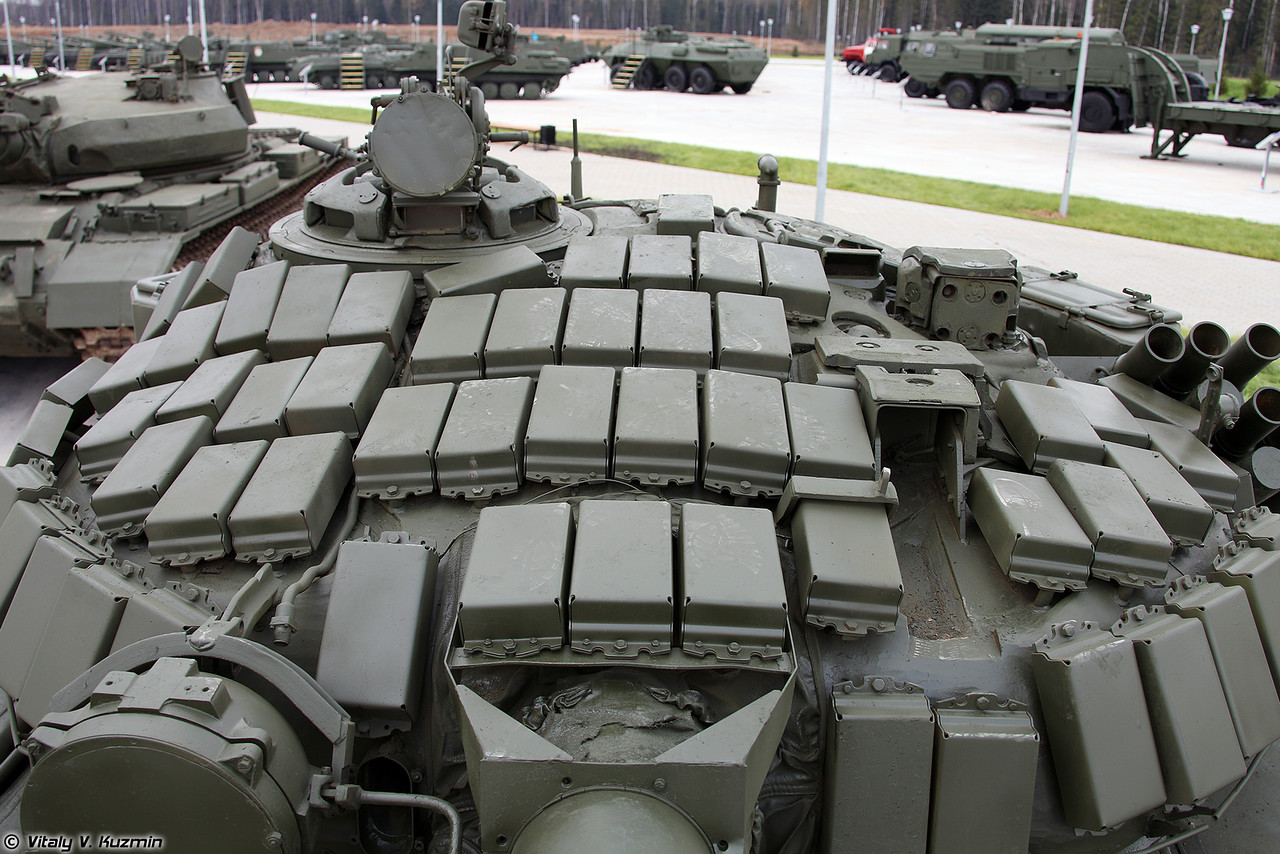
Kostki pancerza reaktywnego na wieży czołgu T-72

Pancerz reaktywny – pancerz aktywnie reagujący na penetrujący go pocisk poprzez częściowe rozproszenie jego energii kinetycznej bądź energii wybuchu zawartego w nim ładunku kumulacyjnego. Zazwyczaj stanowi opancerzenie dodatkowe, umieszczone w pewnej odległości od pancerza właściwego ekranując go, jednak istnieją także wersje będące integralną częścią opancerzenia pojazdu.
Najpopularniejszym typem jest wybuchowy pancerz reaktywny (ERA – explosive reactive armour) zawierający materiał wybuchowy, chroniący pojazd poprzez wywołanie kontreksplozji względem trafiającego go pocisku. Pierwotnie powstał jako zabezpieczenie pojazdów wojskowych przeciw pociskom kumulacyjnym (HEAT). Innymi popularnymi przykładami pancerzy reaktywnych są: NERA (non-energetic reactive armor) i NxRA (non-explosive reactive armour) wykorzystujące zamiast materiału wybuchowego materiał obojętny (np. gumę) oraz SLERA (self-limiting explosive reactive armour), w którym do materiału obojętnego dodawana jest niewielka ilość materiału wybuchowego.

## Historia
Idea kontreksplozji w uzbrojeniu została po raz pierwszy przedstawiona w 1949 r., przez Bogdana Wiaczesławowicza Wojcechowskiego (1922–99) z radzieckiego Naukowego Instytutu Badań nad Stalą. Pierwsze modele przedprodukcyjne zostały zbudowane w latach 60.

## Charakterystyka

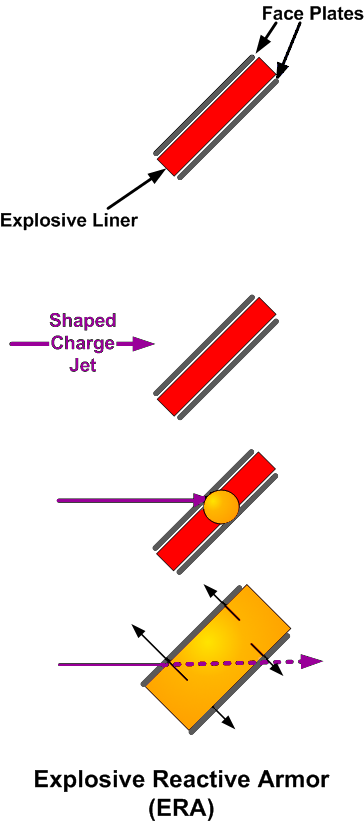
Schemat działania pancerza reaktywnego ERA

Wybuchowe pancerze reaktywne przybierają zazwyczaj postać prostopadłościanów z metalu, wypełnionych materiałem wybuchowym umieszczonym pomiędzy metalowymi płytami tworzącymi reaktywną „kostkę”. W przypadku trafienia pocisku dochodzi do eksplozji, która przemieszcza górną płytę prostopadłościanu i produkty spalania na drogę penetrującego pancerz reaktywny pocisku. Strumień kumulacyjny pocisku kumulacyjnego może ulec znacznemu rozproszeniu. Eksplozja komórki pancerza reaktywnego bywa skuteczną osłoną przed zwykłymi pociskami przeciwpancernymi. Pancerze ERA najlepiej sprawują się kiedy uderzenie pocisku w komórkę reaktywną następuje pod kątem ok. 60 stopni.
Wraz z rozwojem broni przeciwpancernej zmieniały się także pancerze ERA. Przeciw tandemowym pociskom kumulacyjnym stosuje się wielowarstwowe pancerze reaktywne. Pancerze reaktywne wczesnych generacji stanowiły niewielką osłonę przeciw pociskom podkalibrowym. W połowie lat 80. w ZSRR powstały pancerze reaktywne określane jako osłony reaktywne II generacji. W odróżnieniu od wczesnych komórek ERA pancerze te są skuteczne przeciw pociskom podkalibrowym, znacznie redukując ich przebijalność.

## Przykładowe typy pancerzy reaktywnych
- AORAK Mk 1 (Pakistan)
- Blazer (Izrael, 1974 r.)
- BRENUS (Francja)
- Dyna-72 (Czechosłowacja)
- Dyna-S (Słowacja)
- ERAWA-1 (Polska, 1986 r.)

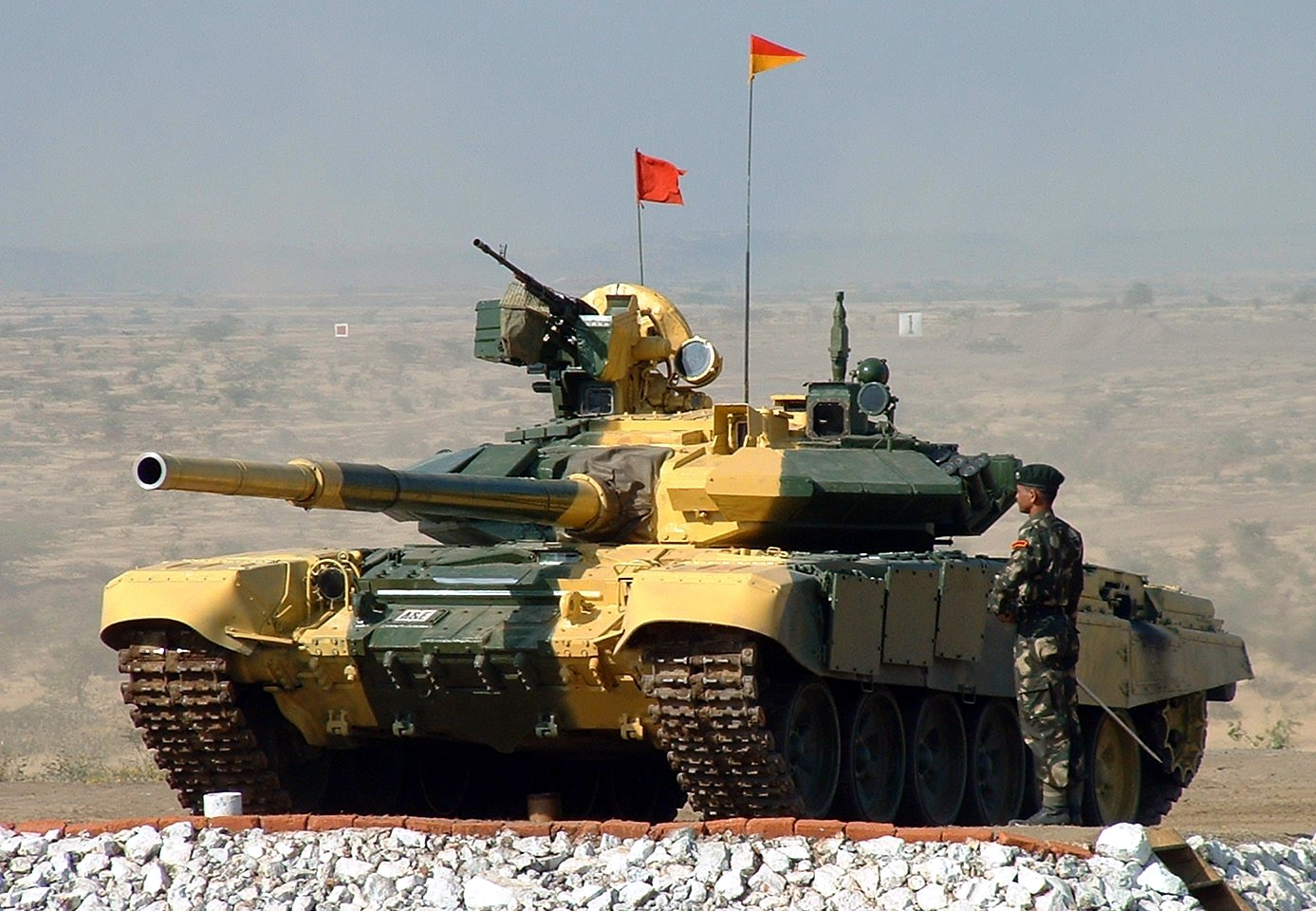
Zaawansowany pancerz reaktywny Kontakt-5 na czołgu T-90 armii indyjskiej

- ERAWA-2 (Polska, 1992 r.) – pancerz reaktywny
- Kaktus (Rosja) – określany jako pancerz reaktywny III generacji
- Kontakt-1 (K-1, 4S20; ZSRR; 1983) – określany jako pancerz I generacji, 50–80% wzrost skuteczności przeciw pociskom kumulacyjnym
- Kontakt-1 zmodernizowany (ZSRR) – określany jako generacja I+,
- Kontakt-5 (K-5, 4S22; ZSRR, 1987) – określany jako pancerz reaktywny II generacji
- Kontakt-5 zmodernizowany – określany jako pancerz generacji II+
- Noż („Nóż”; Ukraina) – określany jako pancerz reaktywny generacji II
- Duplet – określany jako pancerz reaktywny generacji III, wersja rozwojowa Noża, od 2 do 4 warstw
- Relikt (Rosja) – modułowy pancerz reaktywny generacji II+
- ROMOR-A (Wielka Brytania)
- SABBLIR (Hiszpania, 1993 r.)